# Koisuru Asteroid
Koisuru Asteroid (恋する小惑星 Koisuru Asutoroido?) es un manga 4-koma creado e ilustrado por Quro, serializado en la revista Manga Time Kirara Carat de Hōbunsha desde enero de 2017. Ha sido recopilado en tres volúmenes tankōbon. Una adaptación al anime producida por el estudio Doga Kobo fue emitida en Japón entre el 3 de enero y el 27 de marzo de 2020.

## Sinopsis
Durante su infancia, una niña llamada Mira se hace amiga de un niño llamado Ao y le promete descubrir un asteroide. Al ingresar en secundaria, Mira se une al club de ciencias de la tierra, una fusión de los clubes de astronomía y geología de la escuela, y se reúne con Ao, quien descubre que en realidad es una niña. Junto con sus compañeros miembros del club, Mira y Ao participan en diversas actividades astronómicas y geológicas con la esperanza de algún día descubrir un asteroide.

## Personajes
Mira Konohata (木ノ幡 みら Konohata Mira?)
 Seiyū: Tomoyo Takayanagi
La protagonista de la historia. Una chica que se interesó por la astronomía después de conocer a Ao cuando era niña y está decidida a descubrir un asteroide con ella.
Ao Manaka (真中 あお Manaka Ao?)
 Seiyū: Megumi Yamaguchi
Una fanática de la astrología que inicialmente fue confundida por Mira como un niño.
Mai Inose (猪瀬 舞 Inose Mai?)
 Seiyū: Maria Sashide
Presidenta del club de ciencias de la tierra y expresidenta del club de astronomía.
Mikage Sakurai (桜井 美景 Sakurai Mikage?)
 Seiyū: Nao Tōyama
Vicepresidenta del club de ciencias de la tierra y expresidenta del club de geología.
Mari Morino (森野 真理 Morino Mari?)
 Seiyū: Sumire Uesaka
Miembro del club de ciencias de la tierra y exmiembro del club de geología.
Misa Konohata (木ノ幡 みさ Konohata Misa?)
 Seiyū: Mai Fuchigami
La presidenta del consejo estudiantil y la hermana mayor de Mira.
Moe Suzuya (鈴矢 萌 Suzuya Moe?)
La amiga de la infancia de Mira, conocida como Suzu para abreviar.
Yuki Endō (遠藤 幸 Endō Yuki?)
Asesor del club de ciencias de la tierra.

## Contenido de la obra

### Manga

#### Lista de volúmenes
| N.º | Fecha de lanzamiento  | ISBN original          |
| --- | --------------------- | ---------------------- |
| 1   | 27 de marzo de 2018   | ISBN 978-4-8322-4936-3 |
| 2   | 27 de mayo de 2019    | ISBN 978-4-8322-7095-4 |
| 3   | 27 de febrero de 2020 | ISBN 978-4-8322-7167-8 |
| 4   | 27 de mayo de 2021    | N/A                    |

### Anime
La adaptación al anime se anunció en el número de abril de Manga Time Kirara Carat publicado el 28 de febrero de 2019. La serie fue animada por el estudio Doga Kobo y dirigida por Daisuke Hiramaki, con guiones de Yuka Yamada y diseño de personajes por Jun Yamazaki. Nao Tōyama interpreta el tema de apertura «Aruiteikō!», mientras que Minori Suzuki interpreta el tema de cierre «Yozora». Fue emitida entre el 3 de enero y el 27 de marzo de 2020 en AT-X, Tokyo MX, SUN, KBS, TVA y BS11.
| Episodios | Episodios                                                             | Episodios           |
| Número    | Título                                                                | Fecha de estreno    |
| --------- | --------------------------------------------------------------------- | ------------------- |
| 1         | «Su promesa» «Futarinoyakusoku» (二人の約束)                          | 3 de enero de 2020  |
| 2         | «La vía láctea del cauce seco» «Kawahara no amanogawa» (河原の天の川) | 10 de enero de 2020 |